# San Jerónimo (Copán)
San Jerónimo (uit het Spaans: "Sint-Hiëronymus") is een gemeente (gemeentecode 0416) in het departement Copán in Honduras.
Het dorp ontstond toen enkele families uit het dorp Los Planes in Santa Bárbara kwamen om hier tabak te telen. Het maakte deel uit van de gemeente San Antonio, tot het in 1919 een zelfstandige gemeente werd.
Het dorp bevindt zich op een hoogvlakte. De naam verwijst naar de heilige Hiëronymus, maar ook naar de Hondurese schrijver Jerónimo Reina.

## Bevolking
De bevolking is als volgt verdeeld:
| Vrouwen | 2423 | 47,5% |
| Mannen  | 2674 | 52,5% |

## Dorpen
De gemeente bestaat uit acht dorpen (aldea), waarvan de grootste qua inwoneraantal: San Jerónimo (code 041601) en La Esperanza (041606).